# Witold Scheuring (weterynarz)
Witold Scheuring (ur. 27 sierpnia 1934 w Toruniu, zm. 22 grudnia 2017) – doktor habilitowany nauk weterynaryjnych, weterynarz.

## Życiorys
Urodził się 27 sierpnia 1934 w Toruniu . Był synem Witolda Scheuringa, prawnika . Uczył się w Krakowie, w tym w tamtejszym III Gimnazjum im. Króla Jana III Sobieskiego . W 1951 zdał maturę w Międzyrzeczu Wielkopolskim . Następnie rozpoczął studia na Wydziale Medycyny Weterynaryjnej ówczesnego Uniwersytetu i Politechniki we Wrocławiu, a w 1957 otrzymał dyplom lekarza weterynarii już w Wyższej Szkole Rolniczej we Wrocławiu . W 1971 we wrocławskiej WSR uzyskał stopień doktora nauk weterynaryjnych broniąc pracę pod tytułem Badania nad białaczką bydła w powiecie Międzyrzecz Wlkp. . W 1989 na Akademii Rolniczej we Wrocławiu otrzymał stopień doktora habilitowanego na podstawie pracy pt. Badania parazytofauny jelit nutrii (Myocastor coypus) z hodowli zamkniętych ze szczególnym uwzględnieniem kokcidiów . Napisał lub współtworzył łącznie 87 publikacji naukowych i popularnonaukowych . Jego autorstwa jest podręcznik pt. Choroby nutrii (1979, późniejsze wydania 1984, 1989) . Był autorem rozpoznań i opisu chorób u nutrii i psów .
Od 1957 był zatrudniony w Państwowym Zakładzie Leczniczym dla Zwierząt w Międzyrzeczu Wielkopolskim, najpierw jako p.o. kierownika zakładu, a od 1958 jako ordynator . Od 1960 do 1990 był kierownikiem Państwowego Zakładu Leczniczego dla Zwierząt (PZLZ) w Zbąszynku . Potem praktykował prywatnie jako weterynarz . Równolegle był zatrudniony w Wojewódzkim Zakładzie Weterynarii w Zielonej Górze: do 1992 do 1996 jako specjalista ds. zwalczania chorób zakaźnych zwierząt, a od 1996 do 199 jako specjalista ds. higieny produktów pochodzenia zwierzęcego . W 1997 przyznano mu charakter specjalisty w zakresie chorób zwierząt futerkowych oraz specjalisty w zakresie epizootiologii i administracji weterynaryjnej .
Od 1957 należał do Polskiego Towarzystwa Nauk Weterynaryjnych, pełnił funkcję wiceprzewodniczącego (1981–1982, 1985–1986, 1992–1994) i przewodniczącego (1983–1984, 1987–1988) Lubuskiego Oddziału PTNW . Był też członkiem Polskiego Towarzystwa Parazytologicznego, Polskiego Towarzystwa Zootechnicznego oraz Lubuskiego Oddziału Zrzeszenia Lekarzy i Techników Weterynarii, w którym był sekretarze, wiceprezesem i prezesem . Był radnym rady gminy Zbąszynek III kadencji (1998–2002) .
Zmarł 22 grudnia 2017 . Został pochowany na cmentarzu przy ul. PCK w Zbąszynku .
22 listopada 2019 na ścianie budynku niegdyś zamieszkiwanego przez Witolda Scheuringa przy ul. Jana Kilińskiego 92 w Zbąszynku odsłonięto tablicę upamiętniającą jego osobę.

## Odznaczenia i wyróżnienia
- Krzyż Kawalerski Orderu Odrodzenia Polski (1987)[1]
- Złoty Krzyż Zasługi (1971)[1]
- Srebrny Krzyż Zasługi (1964)[1]
- inne odznaczenia państwowe i resortowe[1]
- Nagroda II stopnia przyznana Zarząd Główny PTNW (1980)[1]
- Odznaka honorowa „Merito pro Societate” Polskiego Towarzystwa Nauk Weterynaryjnych (2003)[1]
- „Centaur Lubuski” – zasłużony dla Lubuskiej Izby Lekarsko-Weterynaryjnej (2005)[1]
- Tytuł „Zasłużony Obywatel Gminy Zbąszynek” (2009)[2]
- „Meritus” – Zasłużony dla Samorządu Lekarsko-Weterynaryjnego (2011)[1]
- Statuetka Lubuskiej Izby Lekarsko-Weterynaryjnej (2014)[4]
- Medal „Jubileusz 50-lecia w zawodzie lekarza weterynarii” (2014)[4]
- Medal Honorowy Lubuskiej Izby Lekarsko–Weterynaryjnej (2014)[4]
- Medal im. Kurta Obitza (2017)[5][6]